# Acartauchenius desertus
Acartauchenius desertus är en spindelart som först beskrevs av Andrei V. Tanasevitch 1993.  Acartauchenius desertus ingår i släktet Acartauchenius och familjen täckvävarspindlar.
Artens utbredningsområde är Kazakstan. Inga underarter finns listade i Catalogue of Life.